# شيريل ووكر
شيريل ووكر (بالإنجليزية: Cheryl Walker)‏ هي عارضة وممثلة أمريكية، ولدت في 1 أغسطس 1918 في الولايات المتحدة، وتوفيت بنفس المكان في 24 أكتوبر 1971 بسبب سرطان.

## أعمال

### أفلام
- (1938) لو كنت ملك

## وصلات خارجية
- شيريل ووكر على موقع IMDb (الإنجليزية)
- شيريل ووكر على موقع أول موفي (الإنجليزية)
- شيريل ووكر على موقع قاعدة بيانات الأفلام السويدية (السويدية)
- شيريل ووكر على موقع قاعدة بيانات الفيلم (الإنجليزية)
- شيريل ووكر على موقع كينوبويسك (الروسية)